# 穆春

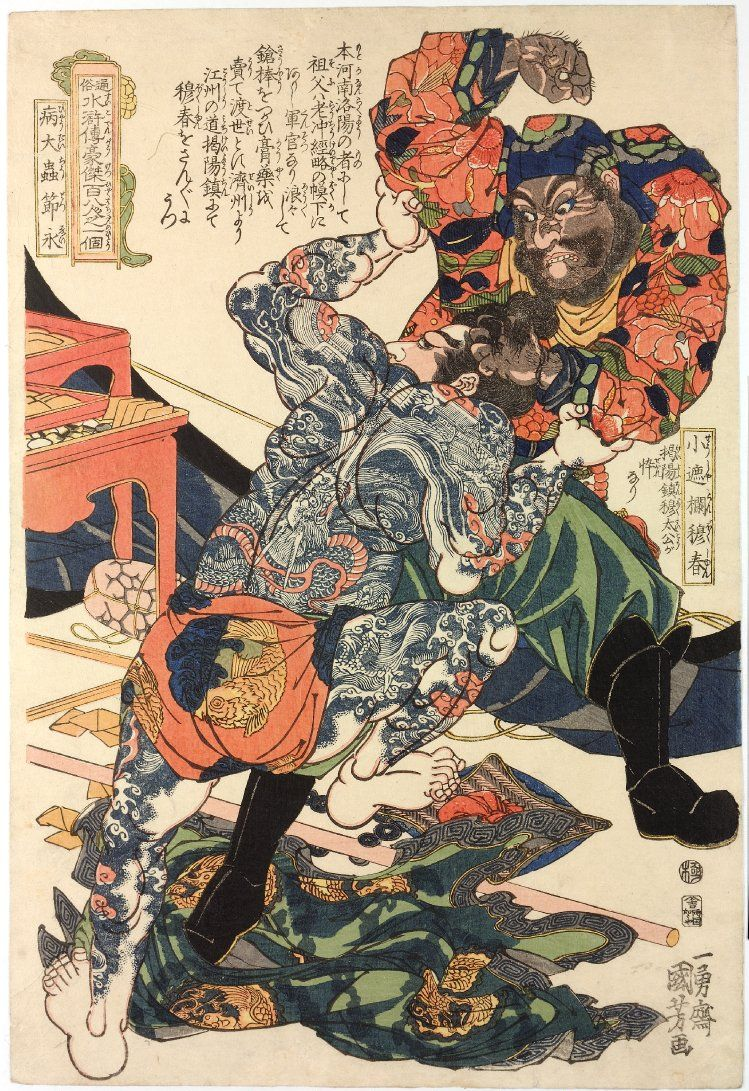
穆春

穆 春（ぼく しゅん）は、『水滸伝』の登場人物。
梁山泊第八十位の好漢。地鎮星の生まれ変わり。渾名は小遮攔（しょうしゃらん）で、「没遮攔」と渾名される穆弘の弟であるためこう呼ばれた。長身で威風堂々とした若者で負けん気の強い性格だが、実は兄の威を借りていたに過ぎず、梁山泊でもさほど強くない薛永に軽くいなされる程度の実力で、自分の手に負えなくなると兄に泣付いている。梁山泊入山後は、事務や会計など裏方の仕事を任されることが多い。

## 生涯
江州掲陽鎮の保正（名主）穆太公の息子で、近隣一帯の顔役である穆弘を兄に持っていた。穆春も兄の威光を笠に好きに振舞っていた。ある時、流れ者の膏薬売り薛永が自分たち兄弟に断りなく商売を始めたので、町の者には金を与えないように言いつけていたが、一人の流罪人が薛永に金子を差し出した。穆春はこれを見ると食ってかかったが、その流罪人は「自分の金を好きに使って何が悪い」と少しも臆した様子がない。怒った穆春は拳を振り上げ、流罪人も身構えたので、すわ殴り合いかと思われたが、薛永が穆春の拳をつかんで引き倒し、さらに足蹴にした。面子を潰された穆春は兄とともに彼らに報復、薛永を捕らえ、流罪人も追い詰めるが、実はこの流罪人は、天下に名高き義士宋江で、その名声を耳にしていた穆春はあわてて無礼を詫び、薛永も解放すると彼らを歓待した。その後、穆春は、江州で謀叛の濡れ衣を着せられて処刑されかかった宋江の救出に兄とともに参加し、そのまま梁山泊へ加わった。
梁山泊入山後は、はじめ朱富とともに金銭、糧秣の管理を担当し、続いて家屋の造営、修繕を担当する李雲の手伝いを任された。百八星集結後は歩兵軍の将校の一人に任じられ、兄穆弘の副官を務めた。朝廷への帰順後は主に盧俊義の軍に編入され、王慶との戦いでは柴進、魏定国らと糧秣の輸送を担当、襲撃してきた敵を撃退する活躍を見せた。
方臘戦では杭州で兄・穆弘や張横ら6人が疫病に感染して倒れ、穆春は兄を看病するため朱富とともにここに残るが、快方に向かったのは楊林のみで、兄をはじめ他の5人と朱富までがこれに伝染し落命、失意のまま楊林とともに方臘を倒して凱旋する梁山泊軍に合流し、事の次第を報告した。都東京に凱旋した穆春は、他の梁山泊頭領と同様に官職を授かるが、穆春はこれを辞退、先に帰郷していた父の元へ帰り、そのまま元の通り土地の顔役となった。
なお、『水滸後伝』では、好漢らしい堂々とした男に成長している。